# Convention baptiste de Sierra Leone
La Convention baptiste de Sierra Leone (anglais : Baptist Convention of Sierra Leone) est une association chrétienne évangélique d'églises baptistes en Sierra Leone. Elle est affiliée à l’Alliance baptiste mondiale. Son siège est situé à Freetown.

## Histoire
La Convention baptiste de Sierra Leone a ses origines dans une mission canadienne du prédicateur David George en 1792 et dans des missions de l’Union baptiste de la Jamaïque. Elle est officiellement fondée en 1974 . Selon un recensement de l’association, en 2023 elle disait avoir 49 églises et 24,000 membres.

## Écoles
La convention compte 49 écoles primaires, 17 secondaires affiliées .
Elle compte un institut de théologie affilié, le Séminaire théologique baptiste de Lunsar .

## Services de santé
La convention compte 2 centres de santé .